# Студентські об'єднання в Північній Америці
Студентські чоловічі та жіночі організації (англ. fraternities and sororities — буквально братства та сестринства, від латинських слів frater — брат і soror — сестра) — громадські організації студентів вищих навчальних закладів. В англійській мові цей термін відповідає, головним чином, громадським організаціям у коледжах та університетах Північної Америки. В Європі їм відповідають студентські корпорації. Подібні організації існують і для учнів середніх шкіл. У сучасному формулюванні вираз, що перекладається з англійської приблизно як організація, названа грецькими літерами, практично еквівалентно термінам «братство» та «сестринство».

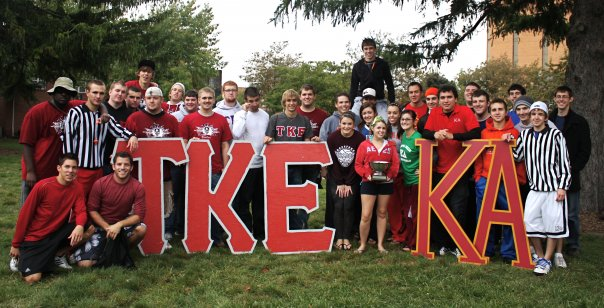
Братства Тау Каппа Епсилон та Орден Каппа Альфа в Університеті штату в Боулінг Грін (Огайо)

«Організації, названі грецькими літерами» зазвичай поділяються на чоловічі та жіночі, членство в цих організаціях передбачає активну діяльність тільки в період останніх років навчання у вищому навчальному закладі, хоча існують і винятки з даного правила. Наприклад, активна діяльність членів по академічним та суспільним напрямками в об'єднаннях чорношкірих студентів та латиноамериканців продовжується і після отримання ступеня бакалавра та закінчення вищого навчального закладу. Деякі групи також проводять так звані «зібрання», передусім з метою матеріальної допомоги студентам на прожиток і проживання.

## Термінологія
Сьогодні термін «організація грецьких літер» став синонімом так званим північноамериканським «братствам» та «сестринствам». Термін «fraternity» (братство) в розмовній мові скорочується до «frat» (використання даного терміну в деяких контекстах може носити зневажливий відтінок), який частіше відноситься тільки до чоловічої групи, тоді як термін «сестринство» — відповідно, до жіночої. Однак, деякі жіночі групи називають себе «братствами», такими, наприклад, є спільноти ΑΔΠ (Альфа Дельта Пі/Alpha Delta Pi), ΦΜ (Фі Мю/Phi Mu), ΑΟΠ (Альфа Омікрон Пі/Alpha Omicron Pi), ΑΞΔ (Альфа Ксі Дельта/Alpha Xi Delta), ΔΔΔ (Дельта Дельта Дельта/Delta Delta Delta), ΔΖΚ (Дельта Дзета Каппа/Delta Zeta Kappa), ΑΘΖ (Альфа Тета Дзета/Alpha Theta Zeta), ΤΑΑ (Тау Альфа Альфа/Tau Alpha Alpha), ΠΔΓ (Пі Дельта Гамма/Pi Delta Gamma), ΠΒΦ (Пі Бета Фі/Pi Beta Phi), ΣΑΙ (Сигма Альфа Йота/Sigma Alpha Iota), та ΚΚΓ (Каппа Каппа Гамма/Kappa Kappa Gamma). На додаток до цього деякі групи, які називають себе «братствами», можуть бути змішаними, наприклад ΚΚΨ Kappa Kappa Psi.
Назви північноамериканських «братств» та «сестринств» складаються в основному з двох-трьох великих літер грецького алфавіту. З цієї причини «братства» і «сестринства» відносяться до терміну «організація грецьких літер» і описуються не іменниками, а прикметниками. Наприклад, «грецьке суспільство», «грецька система», «грецьке життя» або позначення членів організації — «греки». Індивідуальні «братства» та «сестринства» часто називаються «грецьким будинком», або просто «будинком». Можна сказати, що дані терміни використовуються невірно, оскільки фраза зі словом «будинок» може бути віднесена до фізичної власності громади, і не всі «братства» та «сестринства» мають свої загальні збори.
Деякі студентські групи не використовують грецькі літери. Як приклади можна навести братства Акації, FarmHouse та Трикутника, а також цільові клуби, трапезні клуби, таємні товариства в Лізі Плюща (Череп і кістки в Єльському університеті та інші).

## Історія виникнення спільнот

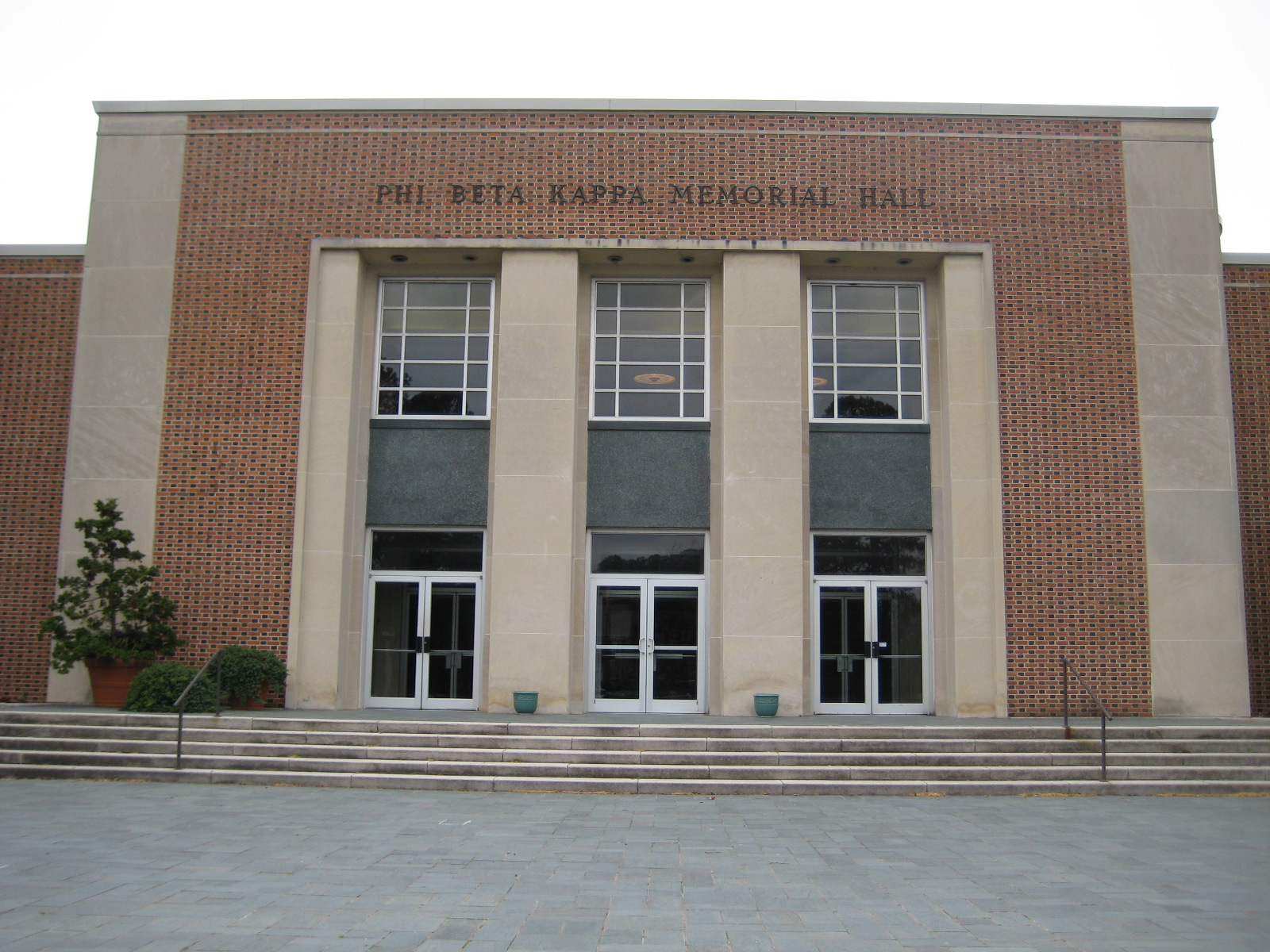
Будівля Фі Бета Каппа в коледжі Вільяма і Мері

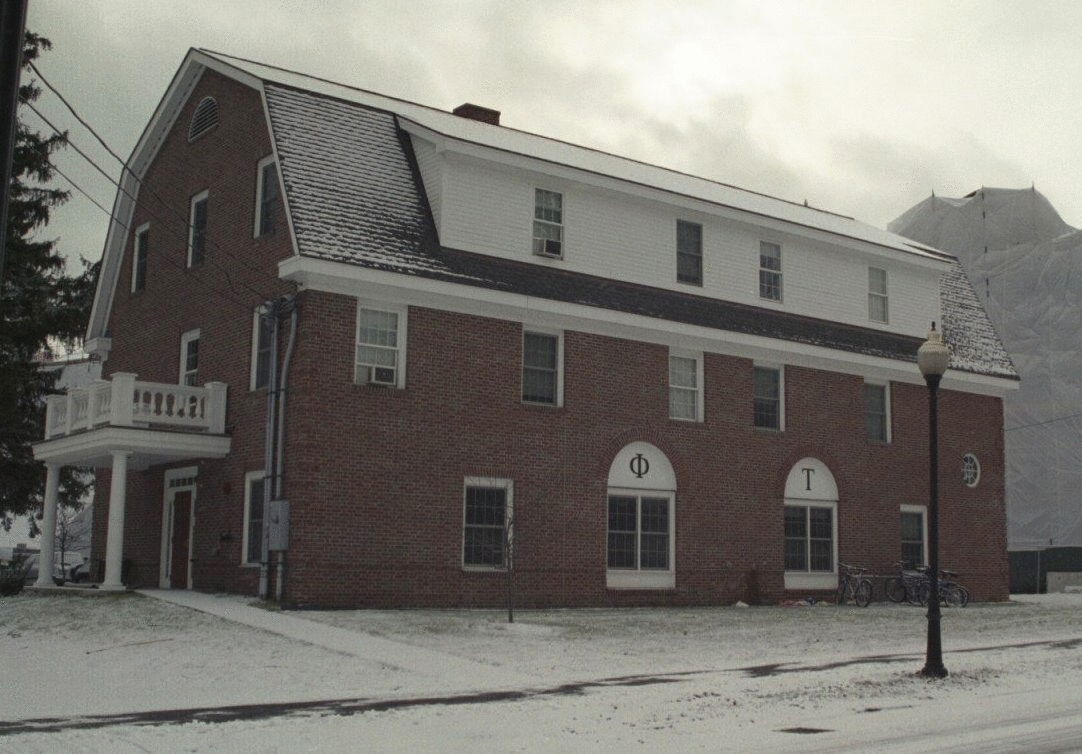
Будинок «братства» Phi Tau

### Початок
Перша студентська «організація грецьких літер» ΦΒΚ (Фі Бета Каппа) була утворена 5 грудня 1776 року в Коледжі Вільяма і Мері в Вільямсбурзі, штат Вірджинія. Товариство було створене Джоном Хіффом, який зазнав невдачі при спробах вступу в члени двох «братств латинських букв» (клуб «Плоских капелюхів» і групу «Будь ласка, не питай»). Головні досягнення ΦΒΚ полягають у використанні грецьких великих літер у назві товариства та виникненні філій зборів в різних студентських кампусах за зразком, встановленим масонськими ложами.
Тим не менш, ΦΒΚ відрізнялася від типового сучасного «братства» в коледжах тим, що членство передбачалося лише для старшокласників, і учні-неофіти, що надходять у вищі навчальні заклади, також продовжували своє членство в спільноті. Щорічні ритуали ΦΒΚ в Єльському університеті були публічними дійствами з багатьма учасниками-студентами, включаючи і випускників університету. З поширенням впливу ΦΒΚ на факультетах університету, співтовариство почало обирати кандидатів в співтовариство з декількох університетських кампусів і членство в організації швидко стало справою честі для багатьох студентів.
Зростаючий вплив об'єднання неминуче породив конфлікти з керівництвом університету, оскільки ідеї товариства за своєю суттю вважалися недемократичними для того часу. У додатку книги, опублікованій в 1831 році, присутній цікавий момент, що описує секрети ΦΒΚ, що включали в себе ряд антимасонських концепцій. Пізніше ΦΒΚ скоротилася в розмірах до статусу громадського братства і в даний час організація являє собою почесну спільноту, відому та поважану у всьому студентському середовищі.
На початку XVIII століття діяла ще одна студентська організація, так званий Коледж літературних товариств або «Латинське суспільство». Малі філії організації при цьому були створені на зразок приватних компаній, а більші вже управлялися всім кампусом університетського містечка. Ці організації використовували і латинські і грецькі літери і фрази, проводили загальні збори, вибирали власне керівництво, управляли приватними бібліотеками і в кінцевому підсумку стали свого роду зразком для пізніших університетських братств.
Студентське об'єднання ΧΦ (Chi Phi) було засноване 24 грудня 1824 року в Принстонському університеті (Нью-Джерсі) на трьох головних принципах: правда, честь та цілісність особистості. Через деякий час діяльність даного співтовариства припинилася на кілька років і в цей же час (26 листопада 1825) в Юніон коледжі Скенектаді (Нью-Йорк) було засновано ще одна спільнота ΚΑ (Kappa Alpha). Дане співтовариство по своїй організації мало ряд елементів сучасного братства, а в той час вважалося ідеальним зразком для створення та розвитку інших студентських спільнот.
Засновники ΚΑ перейняли дуже багато чого з практики спільноти ΦΒΚ, але зробили свою організацію винятково студентською та посилили процедуру посвяти новачків. Рівняючись на ΚΑ, в університетському містечку були створені ще два конкуруючих братства: ΣΦ (Sigma Phi), сформоване у березні 1827 року, та ΔΦ (Delta Phi), що виникло трохи пізніше. Ці три організації якийсь час опісля були названі Союзом Тріади.

### Національний масштаб
Sigma Phi стала першим національним «братством», відкривши в 1831 році друге зібрання в Гамільтонському коледжі. Даний вчинок надихнув в 1832 році Alpha Delta Phi на створення свого другого осередку в Гамільтоні. У серпні 1839 року в Університеті Маямі було засновано товариство Beta Delta Pi. Alpha Sigma Pi була заснована в грудні 1845 р в Єльському університеті, за ним в 1848 році там же відкрилося співтовариство Phi Delta Gamma, а в 1855 році — Sigma Chi. Поряд з Beta Theta Pi, ці три братства називають «Маямською Тріадою». Приблизно в той же час було засновано об'єднання «Джефферсон Дуо» в коледжі Джефферсон (Пенсільванія), що складається з Phi Gamma Delta (1848) та Phi Kappa Psy (1852).
В 1837 році у Весліанському університеті засноване співтовариство Mystical Seven, а в 1841 році засновані перші збори студентських братств на Півдні США. У 1856 році в Університеті Алабами створено співтовариство Sigma Alpha Epsilon — єдине братство з часів рабовласницького Півдня, чинне і в даний час.
Далі створення нових і розвиток вже створених студентських об'єднань було призупинено з причини Громадянської війни в США. Під час війни було засновано тільки одне братство — 29 листопада 1864 в Ренсселерському політехнічному інституті було створено товариство Theta Xi. Після завершення громадянської війни створення нових та розвиток колишніх об'єднань студентів зазнало бурхливого зростання, пік якого припав на кінець XIX — початок XX століття. Основними причинами зростання стало відкриття великої кількості нових навчальних закладів та поповнення студентської громади за рахунок повернулися з війни ветеранів та студентів.

### «Сестринства»

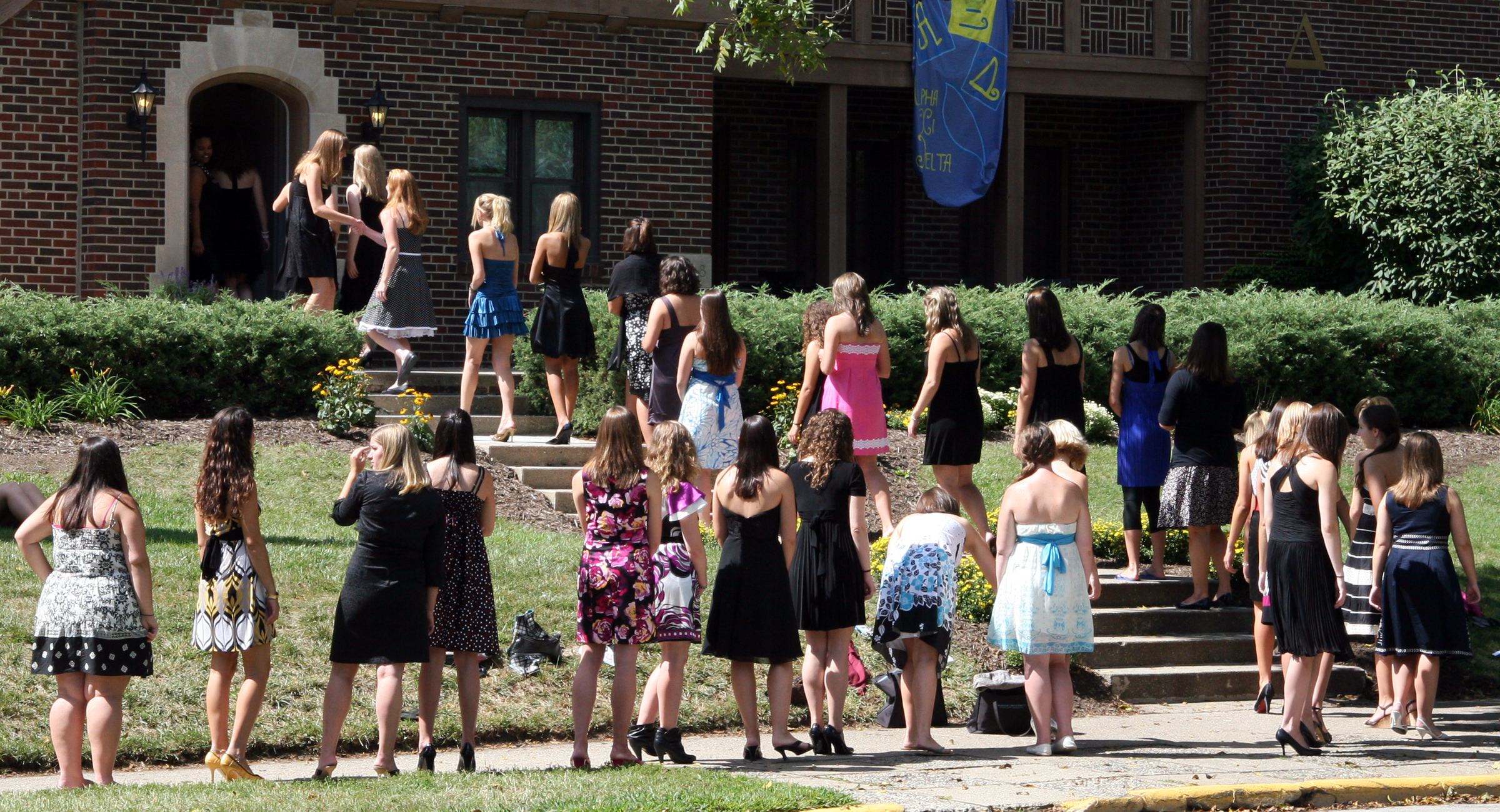
Черга охочих вступити в Alpha Xi Delta

Багато з перших жіночих товариств були сформовані не за принципом «братств», а по структурі жіночої версії загальнолатинських літературних товариств.
У 1851 році в Весліанському коледжі (Мейкон, штат Джорджія) було засноване Адельфійське об'єднання (нині Alpha Delta Pi). Рік по тому в тому ж коледжі було створено Філомафеанське товариство, яке пізніше отримало назву Phi Mu. Адельфійське та Філомафеанське товариства не називалися тоді грецькими буквами і аж до 1904 року не поширювалися на весь кампус коледжу. Багато аспектів атрибутики Alpha Delta Pi і Phi Mu (такі, як зірочки на долоні та значках, талісман лева) просто відбуваються тому, що їх засновники були сусідками по кімнаті.
25 квітня 1867 року в Монмоутському коледжі (Іллінойс) було засновано «LC-сестринство», яке пізніше змінила свою назву на грецький варіант Phi Beta Pi. Це «сестринство» було першою жіночою студентською організацією, сформованою за моделлю чоловічого студентського «братства». Рік потому воно засновує своє друге зібрання в Весліанському коледжі.
У середині 1800-х років жінок стали зараховувати в раніше винятково чоловічі університети і всякого роду утиски студенток не змусили себе довго чекати. Є версія, що перше «сестринство» було створено в спробі нейтралізувати негативно налаштовану чоловічу опозицію (Turk, 2004), проте, ряд дослідників не згоден з цією версією. Першою жіночої «організацією грецьких літер» стала Kappa Alpha Theta, заснована в 1870 році в університеті ДеПо.
Термін «сестринство» вперше був застосований в 1874 році професором Франком Смолі щодо жіночого «організації грецьких літер» Gamma Phi Beta в Сіракузькому університеті. У 1872 році в тому ж університеті було засновано друге «сестринство» Alpha Phi, ці три спільноти склали так звану «Сіракузьку Тріаду». Першою жіночою студентською спільнотою, офіційним чином прийнявшу до використання слово «сестринство», стало засноване в листопаді 1974 року в коледжі Колбі (Вотервіль) суспільство Sigma Kappa.
Дещо пізніше були створені Alpha Kappa Alpha, Lambda Theta Alpha, Alpha Phi Omega — «сестринства» для афроамериканців, латиноамериканців та корінних американців відповідно. У 1913 році в коледжі Хант (Нью-Йорк) було утворено співтовариство Phi Sigma Sigma, що стало першим несектантським «сестринством», приймає до своїх лав будь-яку жінку незалежно від її раси, віросповідання, економічного становища та соціального статусу.
У 1917 році в Нью-Йоркській університетській школі юриспруденції п'ятеро дівчат-студенток юридичного факультету заснували «сестринство» Delta Phi Epsilon. В даний час активними діючими членами цієї організації можуть бути тільки студенти-випускники.

## Типи «організацій грецьких літер»

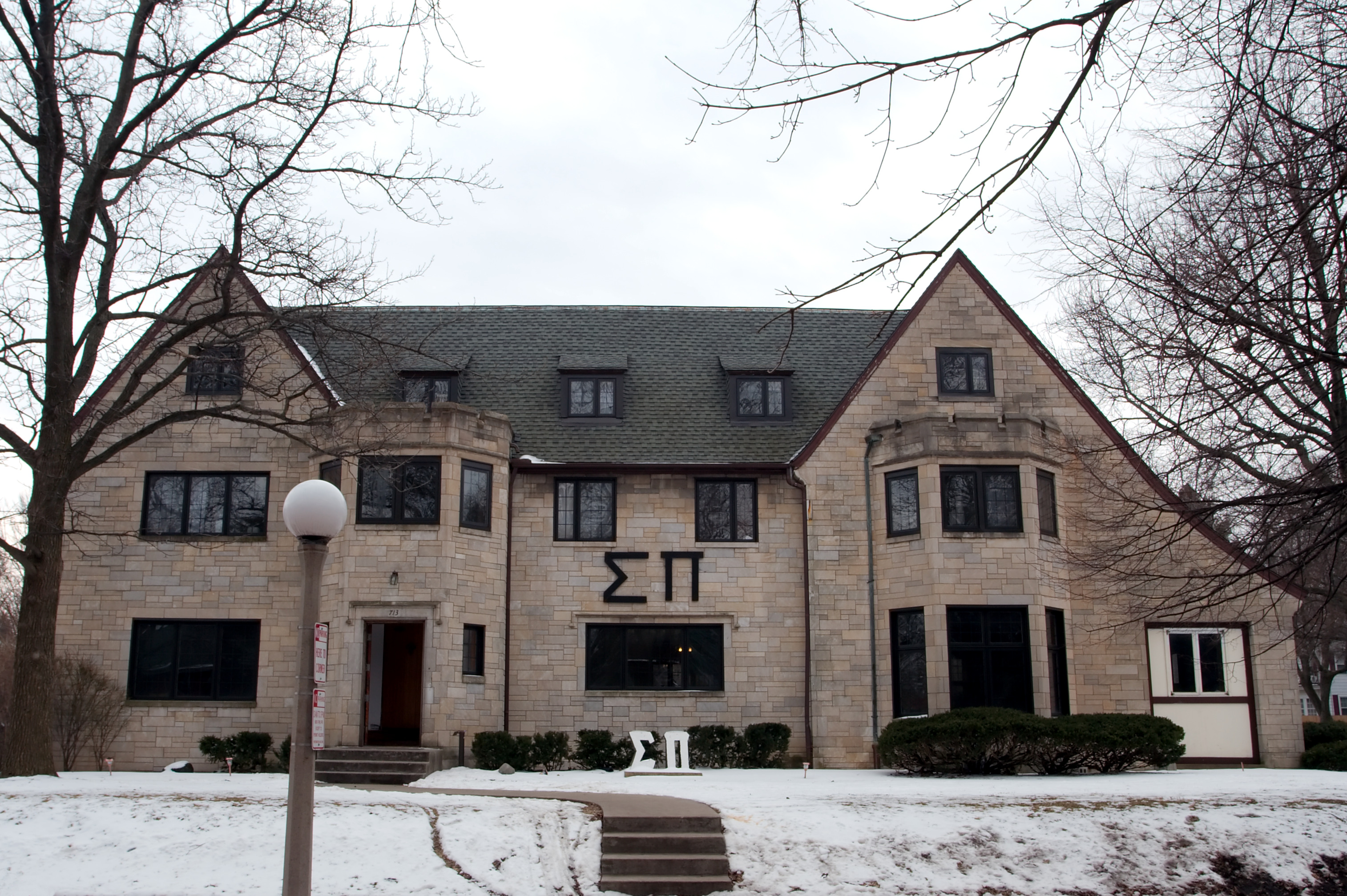
Будинок Sigma Pi в кампусі університету Іллінойса

Більшість «організацій грецьких літер» — організації громадські, що позначають себе товариствами та допомагають своїм членам в соціальному аспекті та в процесі адаптації в соціумі після випуску з вищого навчального закладу.
Різноманітність «організацій грецьких літер» велике — від великих зібрань до маленьких груп. Їхня діяльність може бути спрямована на суспільно-корисні аспекти, професійне вдосконалення, досягнення наукових результатів.
Окремі організації засновані суто релігійними, наприклад християнські організації Alpha Chi Rho та Lambda Chi Alpha; єврейські братства Zeta Beta Tau, Alpha Epsilon Pi, Sigma Alpha Mu були створені у відповідь на обмежувальні підвалини і закони, що існували у свій час у багатьох громадських братствах. Дані закони забороняли єврейську полеміку всередині спільноти, тому закономірним чином постало питання про створення товариства для окремих єврейських груп з одного боку і утворенні недискримінаційного суспільства — з іншого.
Крім того, існують організації з культурними та багатокультурними ухилами. Наприклад, співтовариство Pho Psi — перше китайське братство, засноване в 1916 році в Корнельському університеті та Sigma Iota — іспанське братство, засноване в 1904 році в Луїзіанському університеті. Останнє недавно злилося з іншим іспанським братством, утворивши нову організацію Phi Iota Alpha. Найстаріше латиноамериканське співтовариство, яке веде свій початок з 1931 року, братство Phi Sigma Alpha вихідців з Пуерто-Рико, в якому теж присутні сліди коренів Phi Iota Alpha. В даний час існує 23 латиноамериканських братства Національної Асоціації організацій латиноамериканських братств. Існує деяка кількість чорношкірих «братств» та «сестринств», проте чорношкірі студенти не дистанціюються явним чи неявним чином від білих організацій.
Є організації для окремих класів, але вони зазвичай відрізняються від «організацій грецьких літер» — в старих інститутах їх організація більш проста. На північному сході існує єдине вціліле суспільство випускників — Teta Mu Epsilon, створене спеціально для другокурсників вищих навчальних закладів. Багато суспільств старших класів також збереглися в деяких місцях, але на них часто посилаються не як на публічні, а як на таємні організації.

### Благодійність
Благодійність становить обов'язкову частину програми діяльності «організацій грецьких літер» і підтримується всіма активними їх членами, які або організовують заходи для поповнення загальних фондів (кас), або члени спільноти добровільно викликаються виконувати якусь соціальну програму, прийняту на черговому засіданні співтовариства. Вся ця діяльність вигідна і академічним колам і самому товариству в цілому. Між різними «братствами» або «сестринства» можливі довгострокові відносини партнерства, також існує одна загальнонаціональна благодійна організація, що здійснює збір коштів на лікування хвороб, травм та на інші форми соціальної та медичної допомоги.
Деякі спільноти володіють сторонніми організаціями, а ті в свою чергу здійснюють філантропічну діяльність, наприклад, Pi Kappa Phi володіє компанією Rush America, яка в свою чергу безпосередньо працює з людьми з фізичними каліцтвами й обмеженою дієздатністю. Phi Sigma Alpha належить компанія Sigma Foundation, Alpha Delta Phi підтримує благодійний будинок Ronald McDonald як добровільний акт національної благодійності, Gamma Phi Beta включає Camp Fire USA, а Zeta Tau Alpha — компанію Susan G. Komen Foundation.

### Конкуренція та співпраця
Перші студентські братства серйозно конкурували між собою в гонитві за академічними досягненнями та заради інших всіляких бонусів і вигод. З боку процес конкуренції виглядав як поділ студентських груп на протиборчі табори в межах одного навчального закладу, що, взагалі кажучи, збереглося і в наші дні. Теоретично суперництво обмежується тільки благородними цілями такими, як збільшення благодійних фондів організацій, розмах соціально корисних проектів, а також спортивні змагання між студентськими групами.
Сьогодні все більший акцент робиться не на конкуренції, а на співпраці між студентськими об'єднаннями. Однією з головних подій в канві налагодження партнерських відносин між групами було створення майже сто років тому Міжбратської Національної конференції, основними завданнями якої ставилися зниження числа міжгрупових студентських конфліктів, деструктивного суперництва та натхнення членів організацій на людське ставлення до членів інших «братств» і «сестринств», а також на пошук та робота в сферах спільних інтересів. Національна Панеллінська Рада в наш час має подібні цілі по об'єднанню членів всіх «сестринств».

### Структура
Більшість «організацій грецьких літер» спочатку були обмежені територією одного кампусу, при цьому організація, яка мала тільки одні збори, називалася місцевою. Пізніше дане зібрання могло керувати зборами з тією ж назвою в інших кампусах, після створення перших зборів місцеве повинно було рахуватися національним. За більш, ніж 180 років історії розвитку студентських об'єднань, Північна Америка в даний час налічує кілька великих національних організацій з сотнями керуючих зібрань. Дві чи більше національні організації можуть злитися і стати однією великою Національною, при цьому можливі міжнародні Національні братства, прикладом чого може служити одне з об'єднань, головні збори в якому проходять в Канаді. Місцеві організації можуть подавати прохання в одну з існуючих національних організацій і приєднуватися до цієї організації, припинивши всі зв'язки з колишньою місцевою організацією. З недавніх пір це стало найкращим методом для розповсюдження національних організацій, оскільки їхні члени вже сформували потужне об'єднання, живуть в кампусі, але з якихось причин бажають змінити свою назву, символіку та навіть власну структуру.
Центральні комірки (офіси, контори) організації також узагальнюючи називаються національними. «Національні» можуть висувати певні вимоги індивідуальним зборам для стандартизації атрибутики та загальної координації планів дії, беручи до уваги безліч таких факторів, як кількість членів в індивідуальних зборах, забезпеченість житлом та його фінансове становище. Проведена в життя політика затверджується статутними органами студентських об'єднань. «Організації грецьких літер» декларативно можуть управлятися основним зборами членів об'єднання, однак на ділі майже всі рішення приймають центральні осередки, які в свою чергу звітують раді опікунів та законодавчій раді, що складається з періодично змінюваних делегатів різних зібрань.

## Ритуали й символи
Більшість «організацій грецьких літер» в даний час підтримують традиції, за своєю природою здебільшого символічні, та ревно зберігають таємниці і секрети своїх ритуалів. Традиції включають в себе церемонії посвячення в ряди спільноти, паролі, власні пісні та гімни, особливого роду рукостискання, різні форми вітань та багато іншого. Зустрічі активних членів спільноти завжди тримаються в секреті і не обговорюються без формального схвалення всієї групи. Девіз кожної організації складається по першим грецьким літерам назви.
«Організації грецьких літер» часто мають ряд власних розпізнавальних символів: кольори, прапори, герби та печатки.

### Шпильки та значки
Символічні шпильки студентських об'єднань користуються великою популярністю як предмети колекціонування навіть тими людьми, які ніколи раніше не були їх членами. Існують навіть такі групи колекціонерів, як «Збери більше шпильок», члени яких збирають тисячі цих цінних дрібниць аукціонної вартості в десятки тисяч доларів в особистих колекціях в той час, як члени «Хранителів ключів», що належить Kappa Gamma, шукають загублені та крадені значки і повертають їх колишнім господарям.
За деякими даними (Martin, 1918), приватними сховищами колекцій студентських об'єднань в кінці XIX — початку XX століть були такі фонди: «DL Auld Co of Columbus», «LG Balfour Co. Of Attleboro, Mass.», «Burr, Patterson and Co. of Detroit», «Upmeyer Company of Milwaukee», «AH Fetting Co. of Baltimore», «Hoover and Smith Co. of Philadelphia», «OC Lanpher of Galesburg, III.», «Miller Jewelry Co. of Cincinnati», «JF Newman of New-York», «Edward Roehm of Detroit» та «Wright, Kay and Co. of Detroit». В наш час найбільш широко відомі колекційні фонди (скарбниці) Herff Jones, Jostens і Balfour. Ініціали колекції скарбниці зазвичай знаходяться на зворотному боці шпильок і значків поряд з ім'ям людини та назвою студентського об'єднання, до якого він належав. Історія скарбниці братств має важливе значення при визначенні віку невідомих ювелірних виробів.
Шпильки й значки, що належать студентським «братствам» та «сестринствам», використовуються як символи студентських товариств.

### Герби

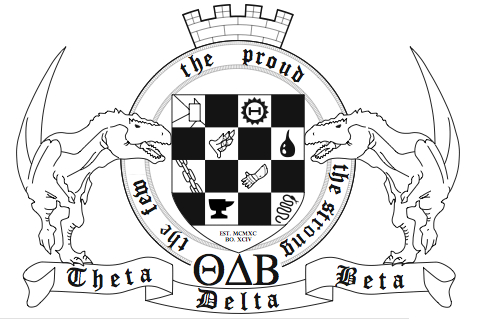
Герб спільноти Theta Delta Beta

Переважною більшістю «братств» й «сестринств» розроблені власні герби для геральдичної ідентифікації своїх спільнот. Найбільш яскраві та нестандартні герби опубліковані в щорічних звітних зборах товариств з 1890 по 1925 роки. З деяких гербів були зроблені гравюри, які також опубліковані в звітах зібрань. Розміри гравюр гербів варіюються від квадратного дюйма до цілої сторінки. Багато з цих гравюр датовані періодом створення.
Гравюри гербів об'єднань були зроблені шляхом вирізання ліній на металі і дереві для друкованої репродукції. Найбільш ранні відомі гравюри надруковані на папері того періоду і датуються XVI століттям, більшість же були зроблені в 1800-ті роки на металі з відбитком, вирізаним на шматочку сталі або заліза. У ранні 1990-і роки гравюри почали робитися більш простим способом — з використанням фотогравюр для подальшого друкування гербів.

### Інші аксесуари
Членами «організацій грецьких літер» найчастіше носяться різні предмети одягу (сорочки, штани), сумки, прикраси, ланцюжки для ключів та інші речі з відповідною символікою приналежності до студентських об'єднань. Сорочки та інший одяг часто використовуються в церемоніях посвячення в «братства» та «сестринства», при цьому для церемоній вибирається якась частина одягу, або весь набір одягу. Самим предметам може бути більше 10-15 років, і в деяких об'єднаннях молодші члени спільноти повинні боротися за право володіння ними; шанується за честь мати найбільш стару атрибутику товариства. В ряді навчальних закладів вважається неприйнятним (а іноді й повністю заборонено) носити одяг з атрибутикою студентського братства у випадках, коли її власник зловживає алкоголем. У всіх спільнотах вважається абсолютно безчесним носити студентську атрибутику у випадку, коли її господар зараз п'яний.
Для більшості співтовариств діє табу на використання атрибутики особами, що не входять в студентське об'єднання. Самі шпильки та значки не носять постійно, деякі спільноти обмежують час їх носіння студентськими канікулами, інші — позанавчальних часом, треті можуть не мати будь-яких жорстких правил на цей рахунок.

## Житло
Примітно, що серед більшості студентських організацій, що живуть в кампусах, члени громадських «організацій грецьких літер» найчастіше живуть окремо від усіх у великій будівлі (будинку) або у віддаленій частині університетського селища. Це допомагає підкреслити братські та сестринські узи та забезпечити місце зібрання для членів організації та випускників. Враховуючи фактор вартості житла, їм зазвичай володіють або знімають колишні члени спільноти, що мають постійний стабільний дохід на своїй основній роботі, організація або компанія, пов'язана з даною спільнотою. Деякі такі будинки мають обмеження на сторонні відвідування, а деякі організації категорично забороняють або сильно обмежують розпивання спиртного в цих будинках. У ряді коледжів є спільноти, які не мають власного окремого житла, проте мають окреме приміщення, де по урочистим заходам для членів спільноти та їх гостей накриваються святкові столи.

## Вступ до «організації грецьких літер»
Процес вступу до братства може бути різним. Самі процедури ініціації управляються Національною Всегрецькою (Панеллінською) Радою або Північноамериканською Радою міжнародного братства, які регулюють діяльність організацій по прийому новобранців під час так званого «тижня пік», що складається з заходів, розроблених для потенційних членів з метою знайомства один з одним та з самою організацією .
Наприкінці цього періоду організація дає «добро» і запрошує новобранців до вступу до її лав, при цьому більшість організацій призначають для новачків випробувальний термін перед проходженням процедури посвячення в повноправні члени. Деякі товариства замінили термін «випробувальний термін» у зв'язку з негативним тлумаченням самого процесу випробування новачків, або взагалі відмовилися від цього процесу на радість вступаючих в організацію новобранців. До закінчення випробувального терміну та виконанню вимог щодо вступу активні члени запрошують випробовуваних в організацію. Посвячення часто включає в себе таємні церемонії та ритуали.
Організації, керовані Національною Панеллінською Радою, Національною Асоціацією Організацій Латиноамериканських Братств та Національною Багатокультурною Грецькою Радою проводять процес оновлення своїх лав різними способами. Вимоги можуть бути покладені на всіх бажаючих пройти випробувальний термін в школі або власній організації. Часто ці вимоги включають в себе мінімальний ряд простих запитань, наприклад правила носіння шпильки, вивчення структури та історії організації та правила проведення заходів. Коли школа оголошує вік та вимоги щодо вступу — це називається умовним закликом новобранців, так як вступ відкладається на цілий семестр або навіть рік. Випробувальний термін служить перевірочним періодом випробуваного з метою перевірки сумісності та придбання спільного досвіду роботи новачка з спільнотою.

## Спірні питання і критика

### Проблема ритуальних принижень (hazing)
Гейзинг (hazing) в 44-х штатах США розглядається як злочин. Більшість інститутів освіти мають власне визначення гейзинга та вимагають від виконавчої влади беззастережного застосування заходів відповідно до чинного законодавства.
Незважаючи на те, що гейзинг зазвичай асоціюється в США з «організаціями грецьких літер», дане явище безумовно присутнє у спортивних командах коледжів та університетів, військових організаціях та групах стройової підготовки. Тим не менш, гейзинг найчастіше наводиться як одного з головних негативних аспектів існування «організації грецьких літер» і являє собою одну з найбільших загроз для існування самих організацій в рамках правового поля (Whipple & Sullivan, 1998).
Багато навчальних закладів розробили багато програм, спрямованих на заміну виснажливої праці, які пропонують альтернативу шляхом проведення заходів щодо боротьби з нестатутними відносинами, роз'яснювальної роботи з учнями в питаннях як вжити заходів з протидії дідівщині та не виявитися простим стороннім спостерігачем, а також щоб уникнути отримання навчальним закладом репутації аутсайдера (Hollmann, 2002). Спроби запобігти випадкам виснаження учнів від непосильної праці стало метою «організації грецьких літер» на національному рівні. Деякі джерела (Cobb & McRee, 2007) відзначають важливість культурних змін в північноамериканських «братствах» та «сестринствах» і навіть закликають до закриття зборів спільнот, мотивуючи такі заклики тим, що студенти беруть участь у незнайомих та ризикованих збіговиськах і заходах, часто становлять загрозу нормальному функціонуванню місцевих та університетських груп.
У зв'язку з практикою секретності в діяльності «організацій грецьких літер» явища дідівщини в більшості випадках, зрозуміло, замовчуються. Більшість (якщо не всі) заходи, що призводять учнів до повного виснаження організму, відбуваються в період випробувального терміну та під час проведення ритуалів, які знову ж в більшості випадках секретні. Крім того, «організації грецьких літер», керовані Національною Панеллінською Радою та Національною Асоціацією Організацій Латиноамериканських Братств забороняють своїм випробуваникам розголошувати інформацію про організацію до проходження процедури посвяти. Всі ці протиріччя породжують вельми непрості відносини між навчальними закладами з одного боку та студентськими об'єднаннями — з іншого.
Явище гейзинга являє собою проблему як в організаціях з представниками білої раси, так і з афроамериканськими і латиноамериканськими членами спільнот. Незважаючи на те, що Національна Панеллінська Рада забороняє виснажливу працю та ритуальні приниження, на ділі все виявляється зовсім по-іншому і призводить до безлічі смертей та каліцтв. У 1989 році в Alpha Phi Alpha помер студент Джоел Харріс, в 1996 році під час ритуалу в Kappa Alpha Phi помер Майкл Девіс, в 2002 році під час проходження процедури посвячення загинув Джозеф Грін. У тому ж році під час ритуальних дій в Alpha Kappa Alpha померли Кеніт Саафір та Крістін Хай. Незважаючи на найсуворішу заборону на фізично виснажливі ритуали, вони все одно мають місце в студентських організаціях, керованих декількома зборами спільноти. У 2007 році збори Корнельського університету Lambda Teta Phi було закрито та двоє з їхніх членів були заарештовані за підозрою у скоєнні злочину діями, в яких вони погрожували випробуваним фізичною розправою, не давали спати, насильно примушували приймати обітницю мовчання і розмовляти лише в сім'ї та на заняттях з членами студентського братства.

### Протидія
Деякі навчальні заклади в переносному сенсі піддали анафемі «організації грецьких літер» з повною впевненістю в тому, що ці організації у своїх структурі та методах управління не схожі на інші студентські групи, сформовані природним і демократичним шляхом.
Найбільш відомими епізодами стали події 1980 року в Принстонському університеті. У недавньому минулому братства також були заборонені в Вільямському та Амхерстонському коледжах, хоча в даний час братство в Амхерсті знову функціонує на цілком легальному становищі.
Адміністрація університету Вікторії та студентська рада університету спільно зажадали офіційної заборони на функціонування студентських братств.

## «Організації грецьких літер» в інших регіонах
Студентські «організації грецьких літер» існують майже винятково в США та англомовних університетах Канади, а також у навчальних закладах Карибів, Африки та Франції. Найбільш розгалужену «грецьку систему» в світі має Університет Іллінойсу зі своїми 69 «братствами» та 36 «сестринствами». Знамените афроамериканське «сестринство» Sigma Gamma Hu має філії в університетах Віргінських островів, Німеччині та на Бермудах. Невеликий час діяла невелика група Si Phi в Единбурзі (Шотландія).
Під час громадянської війни в США студентські об'єднання функціонували головним чином для створення матеріальної підтримки учнів за кордоном, в період Другої світової війни та після неї — для допомоги американським військовослужбовцям — колишнім студентам навчальних закладів США.
Першим студентським об'єднанням в Африці стало афроамериканське «сестринство» Zeta Phi Beta, засноване в Вашингтоні і відкрило власну «організацію грецької літери» в 1948 році в Африці. В даний час «сестринство» Zeta Phi Beta має філії організації в США, Африці, Європі та на Карибах.
Zeta Psi має кілька філій в Канаді та одну групу в Німеччині, Sigma Teta Pi існує в Канаді та Франції. У Пуерто-Рико є ряд соціальних «братств» та «сестринств», філії яких діють у Сполучених штатах, прикладом такого зворотного зв'язку може служити організація Phi Sigma Alpha. Там же функціонують багато філій об'єднань із США, наприклад «братства» і «сестринства» студентської організації Sigma Lambda Beta International.